# Rita Marley
Alpharita Constantia Anderson (Santiago de Cuba, 1946. július 25. –) ismertebb nevén Rita Marley, a legendás reggae zenész Bob Marley felesége, az I Threes trió tagja.

## Élete
Santiago de Cuba városában született Leroy Anderson és Cynthia "Beda" Jarrett gyermekeként. Kingston nyomornegyedében, Trench Townban nőtt fel.  Itt ismerkedett meg Bob Marleyvel, akivel 1966. február 10-től – 1981. május 11-ig, Bob haláláig voltak házasok.
Öt gyerek édesanyja: Sharon, Stephen, Ziggy, Stephanie és Cedella.

## Diszkográfia
- 1967: Pied Piper
- 1980: Rita Marley
- 1981: Who Feels It Knows It
- 1988: Harambe (Working Together for Freedom)
- 1988: We Must Carry on
- 1990: Beauty of God's
- 1990: Good Girls Cult
- 1990: One Draw
- 2003: Sings Bob Marley…and Friends
- 2004: Play Play
- 2005: Sunshine After Rain
- 2006: Gifted Fourteen Carnation
- 1958 – 1981: Bob Marley And The Waliers